# Condado de Scotland (Misuri)
El condado de Scotland (en inglés: Scotland County), fundado en 1841, es uno de 114 condados del estado estadounidense de Misuri. En el año 2008, el condado tenía una población de 4,983 habitantes y una densidad poblacional de 4 personas por km². La sede del condado es Memphis. El condado recibe su nombre en honor a Escocia (Scotland).

## Geografía
Según la Oficina del Censo, el condado tiene un área total de 1138 km² (439,4 mi²), de la cual 1136 km² (438,6 mi²) es tierra y 2 km² (0,8 mi²) (0.18%) es agua.

### Condados adyacentes
- Condado de Davis (Iowa) (noroeste)
- Condado de Van Buren (Iowa) (noreste)
- Condado de Clark (este)
- Condado de Knox (sur)
- Condado de Adair (suroeste)
- Condado de Schuyler (oeste)

## Demografía
Según la Oficina del Censo en 2000, los ingresos medios por hogar en el condado eran de $27,409, y los ingresos medios por familia eran $33,529. Los hombres tenían unos ingresos medios de $23,836 frente a los $16,866 para las mujeres. La renta per cápita para el condado era de $14,474. Alrededor del 16.80% de la población estaban por debajo del umbral de pobreza.

## Transporte

### Carreteras principales
- U.S. Route 136
- Ruta 15

## Localidades
- Arbela
- Etna
- Granger
- Memphis
- Rutledge
- South Gorin

### Municipios
- Municipio de Harrison
- Municipio de Jefferson
- Municipio de Johnson
- Municipio de Miller
- Municipio de Mount Pleasant
- Municipio de Sand Hill
- Municipio de Thomson
- Municipio de Tobin
- Municipio de Union
- Municipio de Vest